# Паркер (Техас)
Паркер (англ. Parker) — місто (англ. city) в США, в окрузі Коллін штату Техас. Населення — 5462 особи (2020).

## Географія
Паркер розташований за координатами 33°3′48″ пн. ш. 96°37′33″ зх. д. / 33.06333° пн. ш. 96.62583° зх. д. (33.063326, -96.625699).  За даними Бюро перепису населення США в 2010 році місто мало площу 20,57 км², з яких 20,49 км² — суходіл та 0,08 км² — водойми.

## Демографія
Згідно з переписом 2010 року, у місті мешкало 3811 осіб у 1209 домогосподарствах у складі 1073 родин. Густота населення становила 185 осіб/км².  Було 1255 помешкань (61/км²).
Расовий склад населення:
| - 81,5 % — білих - 7,9 % — азіатів - 3,0 % — чорних або афроамериканців - 0,8 % — корінних американців - 3,8 % — осіб інших рас |

До двох чи більше рас належало 3,0 %. Частка іспаномовних становила 10,8 % від усіх жителів.
За віковим діапазоном населення розподілялося таким чином: 30,2 % — особи молодші 18 років, 59,0 % — особи у віці 18—64 років, 10,8 % — особи у віці 65 років та старші. Медіана віку мешканця становила 42,0 року. На 100 осіб жіночої статі у місті припадало 102,0 чоловіків;  на 100 жінок у віці від 18 років та старших — 99,5 чоловіків також старших 18 років.
Середній дохід на одне домашнє господарство  становив 182 499 доларів США (медіана — 136 094), а середній дохід на одну сім'ю — 191 437 доларів (медіана — 149 167). За межею бідності перебувало 4,2 % осіб, у тому числі 8,2 % дітей у віці до 18 років та 0,0 % осіб у віці 65 років та старших.
Цивільне працевлаштоване населення становило 1620 осіб. Основні галузі зайнятості: науковці, спеціалісти, менеджери — 20,2 %, освіта, охорона здоров'я та соціальна допомога — 15,9 %, виробництво — 13,6 %.